# Kozjak (planina u Sjevernoj Makedoniji)
Kozjak (makedonski: Козјак) je planina na granici Sjeverne Makedonije i Srbije. 
Većim dijelom nalazi se u Sjevernoj Makedoniji, sjevernoistočno od grada Kumanova. Planina se proteže u pravcu zapad - istok uz granicu, od gradića  Staro Nagoričane, pa skoro do grada Kriva Palanka.(oko šesdeset kilometara). Teritorij ove planine zove se Kozjačija, ima 452 km2, s 39 naselja. Najviši vrh planine je - Virovi (1 284 m.) blizu kojeg prolazi državna granica. Tijekom drugog svjetskog rata, ova planina postala je gerilska baza četničkih odreda Draže Mihajlovića, ali i baza partizanskih jedinica Hristijana Todorovskog - Karpoša. Planina je bila poprište nekoliko bitaka između ovih snaga, na kraju su partizani izašli kao pobjednici. Na srpskoj strani planine, u kanjonu rijeke Pčinje nalazi se poznati manastir Prohor Pčinjski u kojem je održano prvo zasjedanje ASNOM-a 2, kolovoza,1944. Danas je nešto niže nizvodno, sa sjevernomakedonske strane granice podignut memomorijalni muzej ASNOM-a i rekreacioni centar, pored sela Pelince. Po legendi u ovoj planini živio je svetac Prohor Pčinjski.